# Mauritius' flag
Mauritius' flag har fire vandrette felter i farverne rød, blå, gul og grøn. Flaget blev vedtaget den 9. januar 1968 og har et forhold på 2:3.

## Farver
Mauritius' flag består af røde, blå, gule og grønne bånd, som står for:
- Rødt: Rødt repræsenterer kampen for frihed og uafhængighed.
- Blå: Blå repræsenterer Det Indiske Ocean, hvor Mauritius ligger.
- Gul: Gul repræsenterer det nye uafhængighedslys.
- Grønt: Grønt repræsenterer landbrug på Mauritius og dets farve gennem årets 12 måneder.